# Pentapora fascialis
Espèce
Synonymes
- Eschara fascialis Pallas, 1766 - protonyme[1]
- Millepora foliacea Ellis & Solander, 1786[1]

Pentapora fascialis, communément appelé Rose de mer ou Pentapore bois de cerf, est une espèce de bryozoaires de la famille des Bitectiporidae.

## Liste des sous-espèces
Selon World Register of Marine Species (1 novembre 2019) :
- sous-espèce Pentapora fascialis fascialis (Pallas, 1766) — Pentapore bois de cerf
- sous-espèce Pentapora fascialis foliacea (Ellis & Solander, 1786) — Rose de mer

D'autres sources considèrent Pentapora fascialis  et Pentapora foliacea comme des espèces distinctes.

## Publication originale
- P. S. Pallas, Elenchus zoophytorum sistens generum adumbrationes generaliores et specierum cognitarum succintas descriptiones, cum selectis auctorum synonymis (œuvre littéraire), 1766, [lire en ligne].